# 高胜福
高胜福，中华人民共和国政治人物、全国脱贫攻坚先进个人。

## 生平
高胜福任河北绿岭果业有限公司董事长。因在脱贫攻坚战中作出突出贡献，2021年2月25日全国脱贫攻坚总结表彰大会上，高胜福被授予“全国脱贫攻坚先进个人”。